# 荣市站
荣市站（越南语：／）是越南乂安省荣市的一个铁路车站，是南北鐵路上的重要车站之一，位于荣市馆宝坊丽宁街1号，向北距离河内站319公里，向南距离顺化站369公里、距离芽庄站996公里、距离西贡站1,407公里，每天约有15趟旅客列车经停荣市站。

## 参看
- 越南铁路运输